# A Lenda de Kamui
A Lenda de Kamui (japonês: カムイ伝, Hepburn: Kamui Den) é um mangá japonês de autoria do proeminente mangaka Sanpei Shirato. Situado no Japão Feudal, que conta a história de um ninja de baixo-nível que tenta deixar seu clã. A série combina aventura histórica com comentários sociais e temas da opressão e da rebelião que refletem convicções esquerdistas do autor. Teve lançamentos de dezembro 1964 a julho de 1971, na revista mensal gekiga Garo. A obra possui continuação, Ninpū Kamui Gaiden (カムイ外伝) na revista Weekly Shōnen Sunday, de 1965 a 1967, e de Kamui Den Dai 2 Bu, publicada de 1982 a 1986 na revista Big Comic. Em 1987, dois volumes da segunda série se tornou um dos primeiros mangás a ser publicado nos Estados Unidos (pela Eclipse Comics e Viz), como The Legend of Kamui, a edição da Viz teve letreiramento e retoques de Stan Sakai, criador de Usagi Yojimbo.[carece de fontes?]
No Brasil essa versão foi publicada como uma minissérie em 3 edições pela Editora Abril em 1993.

## Adaptações
A série original se tornou a base para um anime, Kamui the Ninja (1969), e um  filme live-action (2009).